# Thereva aureoscutellata
Thereva aureoscutellata är en tvåvingeart som beskrevs av Krober 1914. Thereva aureoscutellata ingår i släktet Thereva och familjen stilettflugor. Inga underarter finns listade i Catalogue of Life.